# El Ferdanbron
El Ferdanbron är en 640 meter lång svängbro. Den korsar Suezkanalen 14 kilometer norr om Ismailia i Egypten och är världens längsta svängbro. Bron är en järnvägsbro som mestadels är öppen för att båttrafiken ska kunna passera och stängs endast när tåg ska korsa kanalen.

## Historik
Den första El Ferdanbron över Suezkanalen färdigställdes i april 1918 för den palestinska militärjärnvägen, den ansågs vara ett hinder för båttrafiken och revs därför efter första världskriget. Under andra världskriget byggdes en svängbro av stål 1942, som skadades av ett ångfartyg och revs 1947. En dubbelsvängbro färdigställdes 1954, men Suezkrisen 1956 bröt järnvägstrafiken över kanalen en tredje gång. En ersättningsbro färdigställdes 1963, men den förstördes under sexdagarskriget 1967. Den nuvarande bron färdigställdes 2001 och öppnade för trafik den 14 november samma år.